# Rudolf Herrnstadt

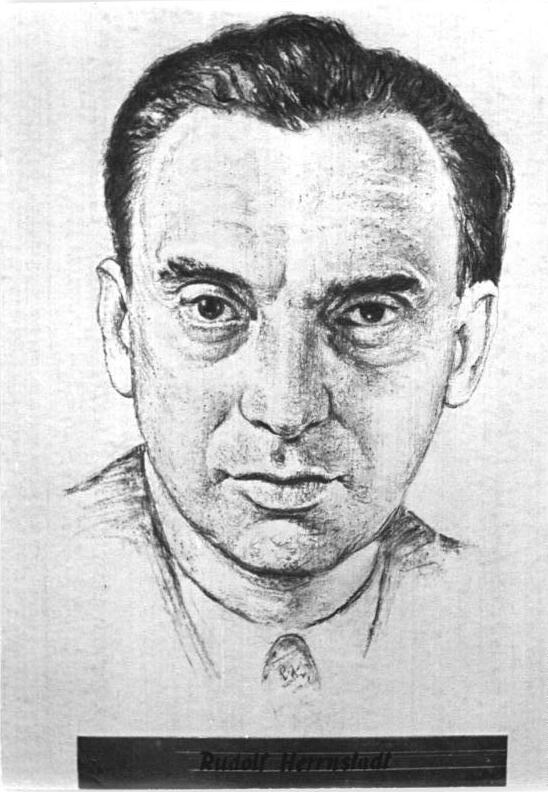

Rudolf Herrnstadt (ur. 18 marca 1903 w Gliwicach, zm. 28 sierpnia 1966 w Halle) – niemiecki dziennikarz i działacz komunistyczny, agent sowieckich służb specjalnych.

## Życiorys
W 1921 r. ukończył katolickie gimnazjum w Gliwicach (Gleiwitz), po czym studiował prawo na uniwersytecie w Berlinie i Heidelbergu. Od 1922 r. był praktykantem w zakładach w Krappitz. W latach 1925–1927 pełnił funkcję redaktora w wydawnictwie. W 1928 r. został zastępcą redaktora gazety „Berliner Tageblatt”. W 1929 r. wstąpił do Komunistycznej Partii Niemiec. W tym samym roku został zwerbowany przez wywiad sowiecki. Przyjął pseudonim Rudolf Arbin. Następnie wysłano go jako korespondenta „Berliner Tageblatt” do Pragi, a potem do Moskwy. W 1933 r. został korespondentem w Warszawie. Stał tam na czele grupy wywiadowczej zwanej „warszawską piątką”, która infiltrowała miejscową ambasadę III Rzeszy. Po zajęciu Polski przez wojska niemieckie jesienią 1939 r., przyjechał do Moskwy. Pracował w centrali Zarządu Wywiadu Armii Czerwonej, zaś od 1940 r. w Kominternie. W 1943 r. wszedł w skład Komitetu Narodowego „Wolne Niemcy”. Pełnił funkcję redaktora naczelnego jego organu prasowego „Wolne Niemcy”. Na początku 1944 r. został członkiem komisji roboczej Biura Politycznego Komitetu Centralnego Komunistycznej Partii Niemiec.
Po zakończeniu wojny objął funkcję redaktora naczelnego gazety „Berliner Zeitung”. Od marca 1949 r. był redaktorem naczelnym organu prasowego Centralnego Komitetu Socjalistycznej Partii Jedności Niemiec (SED) „Neues Deutschland”. Jednocześnie wybrano go członkiem Tymczasowej Izby Ludowej Niemieckiej Republiki Demokratycznej (NRD), zaś w 1950 r. Izby Ludowej NRD. Od tego roku był członkiem Komitetu Centralnego SED. W lipcu 1953 r. został oskarżony o działalność rozłamową, po czym wyrzucono go z KC SED, a w styczniu 1954 r. z samej partii. Do 1966 r. był pracownikiem naukowym oddziału Niemieckiego Archiwum Centralnego w Merseburgu.